# IC 5284
IC 5284 — галактика типу Sa (спіральна галактика) у сузір'ї Пегас.
Цей об'єкт міститься в оригінальній редакції індексного каталогу.